# Plavce
Plavce (izvirno srbsko Плавце) je naselje v Srbiji, ki upravno spada pod Občino Bojnik; slednja pa je del Jablaniškega upravnega okraja.

## Demografija
V naselju živi 251 polnoletnih prebivalcev, pri čemer je njihova povprečna starost 49,1 let (45,5 pri moških in 53,2 pri ženskah). Naselje ima 111 gospodinjstev, pri čemer je povprečno število članov na gospodinjstvo 2,67.
To naselje je, glede na rezultate popisa iz leta 2002, večinoma srbsko, a v času zadnjih treh popisov je opazno zmanjšanje števila prebivalcev.
|  |

| Demografija | Demografija     | Demografija     |
| Leto        | Št. prebivalcev | Št. prebivalcev |
| ----------- | --------------- | --------------- |
|             |                 |                 |
|             |                 |                 |
|             |                 |                 |
|             |                 |                 |
| 1948        | 599             |                 |
| 1953        | 619             |                 |
| 1961        | 586             |                 |
| 1971        | 562             |                 |
| 1981        | 440             |                 |
| 1991        | 379             | 379             |
| 2002        | 296             | 296             |
|             |                 |                 |

| Etnična sestava po popisu iz leta 2002 | Etnična sestava po popisu iz leta 2002 | Etnična sestava po popisu iz leta 2002 | Etnična sestava po popisu iz leta 2002 | Etnična sestava po popisu iz leta 2002 |
| -------------------------------------- | -------------------------------------- | -------------------------------------- | -------------------------------------- | -------------------------------------- |
| Srbi                                   | Srbi                                   |                                        | 288                                    | 97,29%                                 |
| Jugoslovani                            | Jugoslovani                            |                                        | 5                                      | 1,68%                                  |
| Romi                                   | Romi                                   |                                        | 3                                      | 1,01%                                  |
| Neznano                                | Neznano                                |                                        | 0                                      | 0,0%                                   |